# 成田静司
成田静司（日语： Narita Seiji，？—），青森县出身，日本男子乒乓球运动员，曾就读于日本大学。他曾获得1959年世界乒乓球锦标赛男子团体金牌，除此之外他还在亚洲运动会上获得1枚银牌和2枚铜牌。